# أولى إنرجي

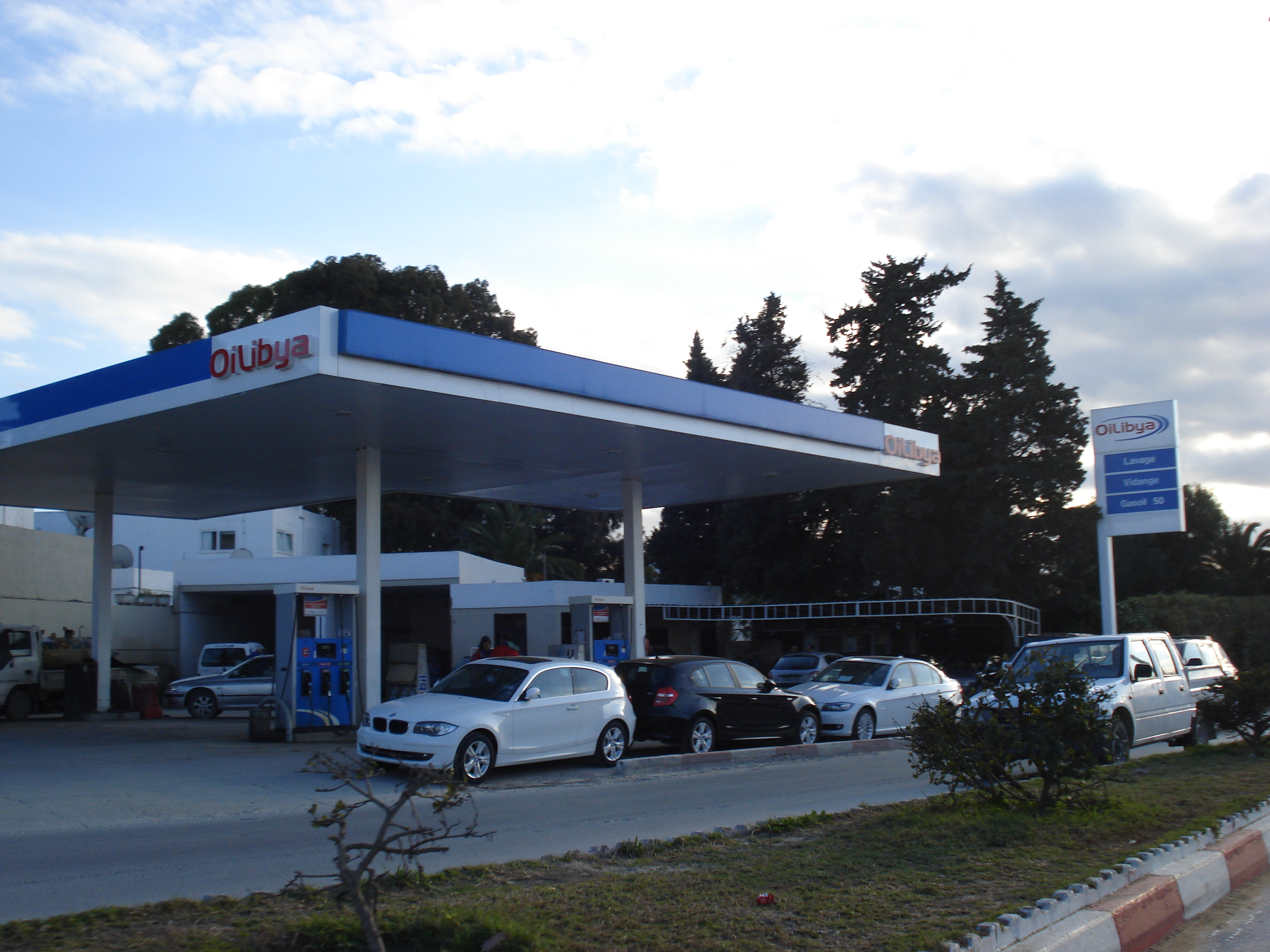
محطة بنزين أويليبيا بمدينة المرسى (تونس)

أويليبيا (بالإنجليزية: OiLibya) هي شركة لتوزيع المنتوجات النفطية تابعة لمجموعة ليبيا أويل القابضة الليبية. وقد اكتسحت مؤخرا القارة الإفريقية وبعض البلدان المغاربية.

## مجالها
بالإضافة إلى التوزيع والتسويق فإن أويليبيا تراهن على تطوير التنقيب والإنتاج وتكرير النفط. وهي تطمح إلى أن تصبح الموزع الأول للمواد النفطية بتونس،

## في إفريقيا
سجلت أويليبيا حضورها في 22 دولة إفريقية من شمال القارة : تونس، المغرب، مصر إلى شرقها: كينيا، أوغندا، إريتريا... وكذا في بلدان أخرى مثل مالي، تشاد، بوركينا فاسو، السينغال بالإضافة إلى السودان، إثيوبيا، جيبوتي...

## في تونس
في شهر ماي 2008 فازت أويليبيا بالعروض الدولية لتشتري فروع إكسون موبيل (Exxon Mobil)في كلٍ من تونس والمغرب. وحسب الاتفاق بين الطرفين فهي ستعوض محطات التوزيع إسو وقد بلغ عدد محطاتها إلى بداية عام 2009 أكثر من المائتين موزعة على كامل التراب التونسي. وحسب الاتفاق بين الشركة الليبية ومجموعة إكسون موبيل الأمريكية فإن كل المحطات التابعة للمجموعة الأمريكية بتونس ستتحول إلى محطات أويليبيا خلال عام 2009.

## وصلات خارجية
- أوليبيا تمر إلى السرعة القصوى
- Oilibya Tunisie affûte ses armes[وصلة مكسورة]
- Mobil Sénégal devient Oilibya